# 聖セバスティアヌス (アントネロ・ダ・メッシーナ)
『聖セバスティアヌス』（せいセバスティアヌス、伊: San Sebastiano）は、イタリアのルネサンス期の芸術家アントネロ・ダ・メッシーナによる三部作の一部であり、1477 年から 1479年に完成した絵画である。ドイツのドレスデンにあるアルテ・マイスター絵画館に所蔵されている。

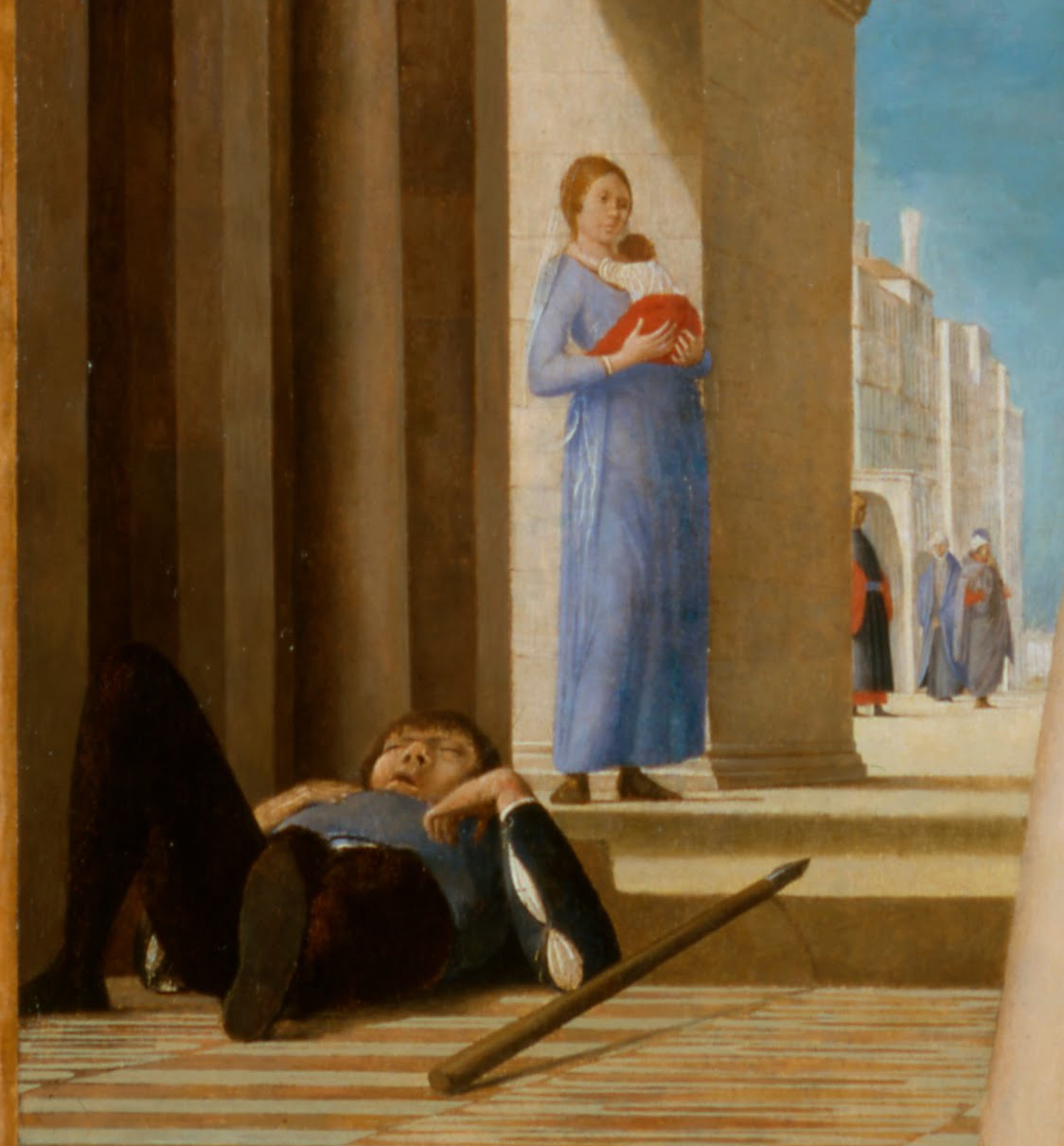
部分

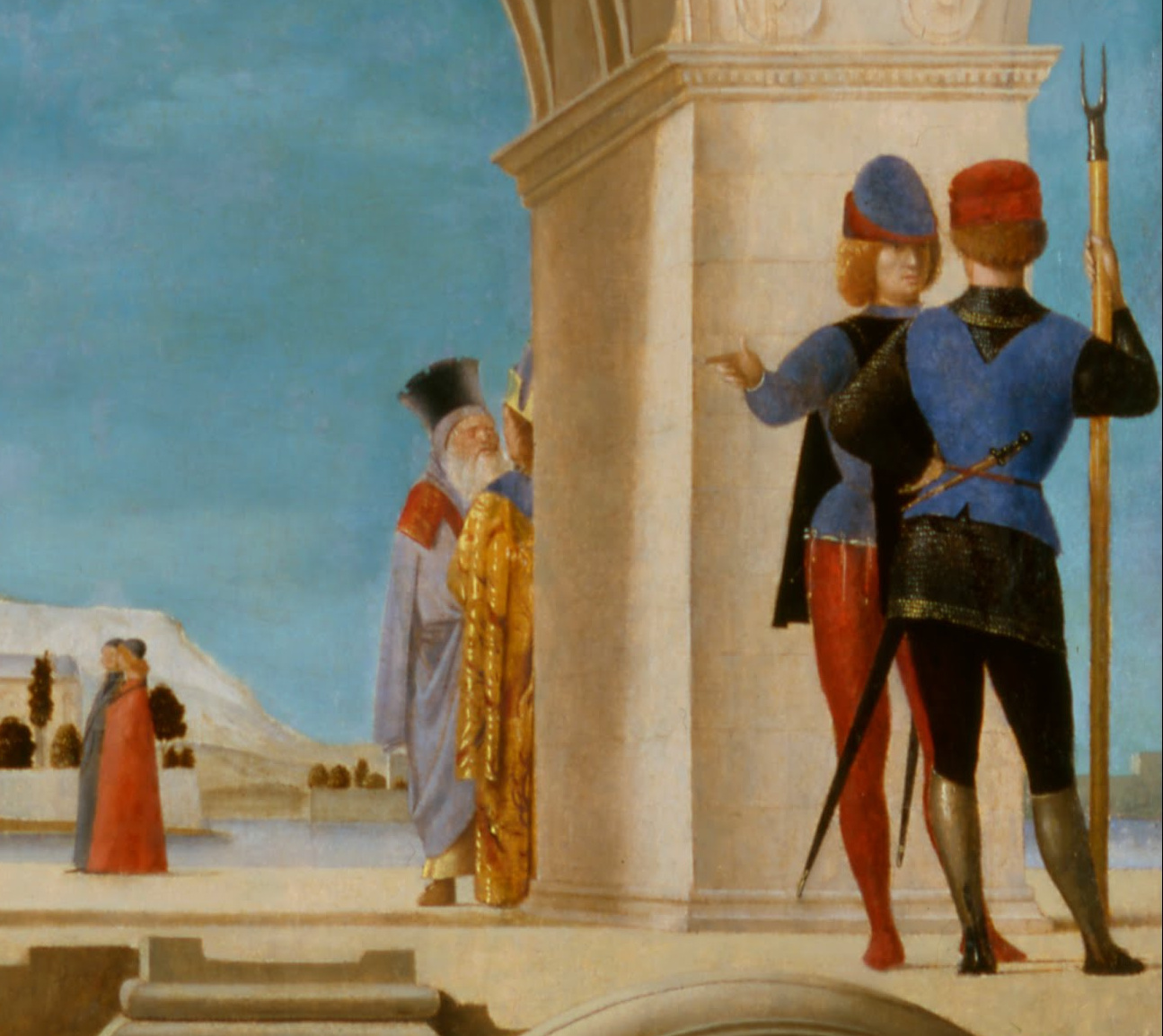
部分

縦長の聖人像を中心としたこの作品は、ピエロ・デラ・フランチェスカによる顕著な影響を表している。ピエロの影響は、特に床の敷石による遠近法と比喩的な要素の「数学的」配置に見ることができる。アントネロの独自性は、聖セバスティアヌスの身体の滑らかな描写 (ピエロと違い、幾何学的な分解を拒否している) と、風景の細部への執着に見られるが、それはカルロ・クリヴェッリのようなウンブリア派の画家の作品にも見出される。
よく知られている細部描写として、左側に横たわる男、典型的なヴェネツィア風の煙突、柱と建物の記念碑的な外観 (おそらくマンテーニャのいくつかの作品に触発されている)、右側の議論している二人の男性が挙げられる。後期ゴシックの要素とヴェネツィア、フランドル、そして発展したルネサンスの要素が興味深く混在している。

## 歴史
シチリアの画家アントネロ・ダ・メッシーナの、1475年から1476年にかけてのヴェネツィア訪問は、伝統的にヴェネツィアの絵画史の中で転回点と見なされてきた。ジョルジョ・ヴァザーリは、ヴェネツィアへの油彩画の導入はアントネロに負っているものだと述べているのである。アントネロは、ヴェネツィアの教会のために二点の祭壇画を描いた。そのうちの1つはサン・カッシアーノ教会のものであり、もう1つはサン・ジュリアーノ教区教会のサン・ロッコ大同信会の祭壇のためのものであった。本作の『聖セバスティアヌス』は後者であり、サン・ロッコ大同信会の祭壇画の一部であった。しばしば本作は、1476 年にヴェネツィアで描かれたと考えられているが、この年の秋にアントネロがシチリア島に戻ってから描いた可能性もある。フランチェスコ・サンソヴィーノによる1581 年の記述によると、祭壇画は、聖クリストフォロスと聖セバスティアヌスを表す油彩パネルが側面に配置された、聖ロクスの木彫で構成されていたことを示唆している。木彫と聖クリストフォロスの絵画は現在では失われている。

## 注記と脚注
1. ↑  Humfrey 1993, pp195–6
2. ↑  Humfrey 1993, p.198
3. ↑  Humfrey (p.199) suggests that Sansovino confused the attributions of the two panels, and that Jacobello completed the altarpiece, painting the depiction of St Cristopher following his father's death in February 1479